# Агапи
Агапи (грч. Αγάπη) је насељено место у општини Гребен у периферији Западна Македонија, Грчка. Према попису из 2021. године било је 19 становника.
Агапи је подигнут на месту старог напуштеног села насељавањем око 10 грчких избегличких породица, којих је на попису из 1928. године било 43. Село се раније звало Раци.